# 石坂良磨
石坂 良磨（いしざか りょうま、1992年10月31日 - ）は、日本の元子役。劇団コスモスに所属していた。
2024年から映像コンテンツ権利処理機構に連絡のとれない権利者として掲載されている

## 出演作品

### テレビドラマ
- 大河ドラマ（NHK）
  - 利家とまつ〜加賀百万石物語〜（2002年） - 又若丸
  - 新選組!（2004年） - 桂役の少年
- 木曜ドラマ / 眠れぬ夜を抱いて 第4話「まさかあなたが、犯人だったなんて	」（2002年、テレビ朝日）
- 土曜ドラマ / 探偵家族 第1話「学校潜入!? イジメをなくせ!!」（2002年、日本テレビ）
- 愛の劇場 / 大好き!五つ子（TBS）
  - 大好き!五つ子4 第22話「ボーイフレンド」（2002年）
  - 大好き!五つ子5 第18話（2003年）
- 爆竜戦隊アバレンジャー 第15話「アバレ世間は鬼ばかり」、第16話「乗ってけ! アバレサーフィン」（2003年、テレビ朝日） - 坂井次郎
- 怪談新耳袋 第3シリーズ 第66話「黒い男たち」（2004年、BS-i）
- はぐれ刑事純情派 第17シリーズ 第8話「家族よ甦れ! 12才の危険な親孝行!?」（2004年、テレビ朝日） - 須藤健太
- 水曜ミステリー9 / 猪熊夫婦の駐在日誌 第3作「絆」（2006年、テレビ東京）
- 恋する日曜日 第3シリーズ 第5話「またあえる日まで」（2007年、BS-i）

### 映画
- REFLECTION 呪縛の絆（2002年、h.m.p）
- いぬのえいが「ポチは待っていた」(1)（2005年、ザナドゥー） - 少年時代の山田
- 遠くの空に消えた（2007年、ギャガ）

### オリジナルビデオ
- 乙女は何を夢見たか（2005年）